# لوئی اون
لوئی اون (فرانسوی: Louis Hon‎; ۱۱ سپتامبر ۱۹۲۴ – ۵ ژانویهٔ ۲۰۰۸) بازیکن و مربی فوتبال اهل فرانسه بود.
از باشگاه‌هایی که در آن بازی کرده‌است می‌توان به باشگاه فوتبال رئال مادرید و باشگاه فوتبال رئال بتیس اشاره کرد.
وی همچنین در تیم ملی فوتبال فرانسه بازی کرده‌است.